# Trouville-sur-Mer

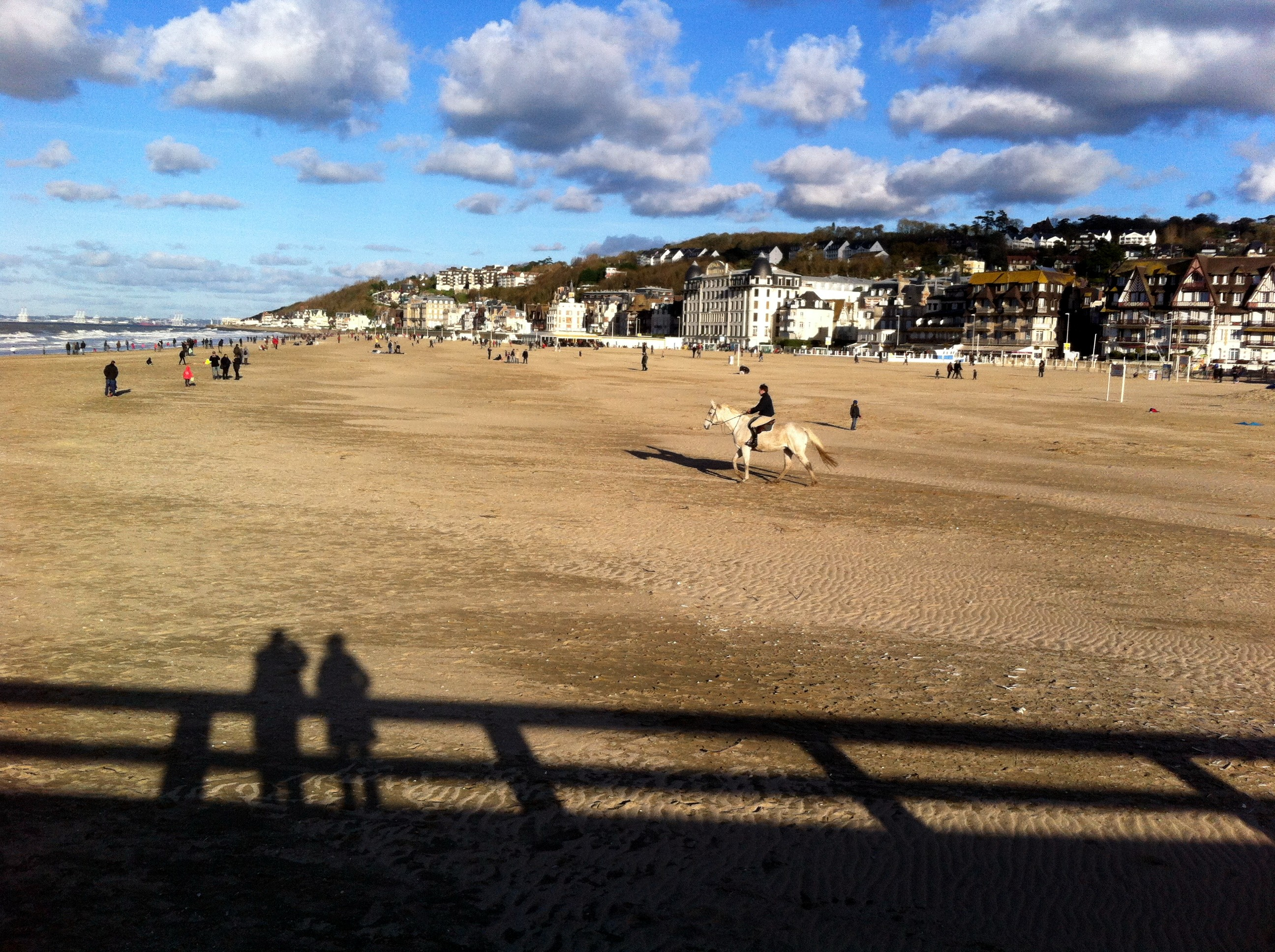
Het strand vanop de pier

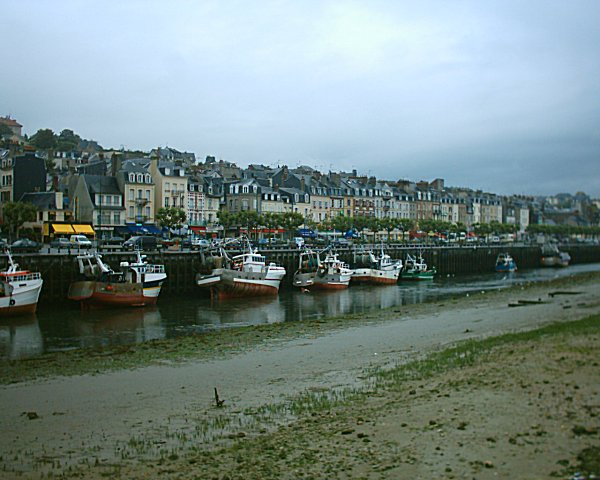
Haven van Trouville bij eb

Trouville-sur-Mer is een plaats en gemeente in het Franse departement Calvados (regio Normandië). De plaats ligt aan de monding van de Touques en maakt deel uit van het arrondissement Lisieux. De gemeente telde 4.624 inwoners op 1 januari 2022.

## Geschiedenis
Anders dan het iets zuidwestelijker gelegen Deauville is Trouville-sur-Mer ontstaan als visserijhaven. Pas later werd het tevens een badplaats, waar veel schilders op afkwamen:

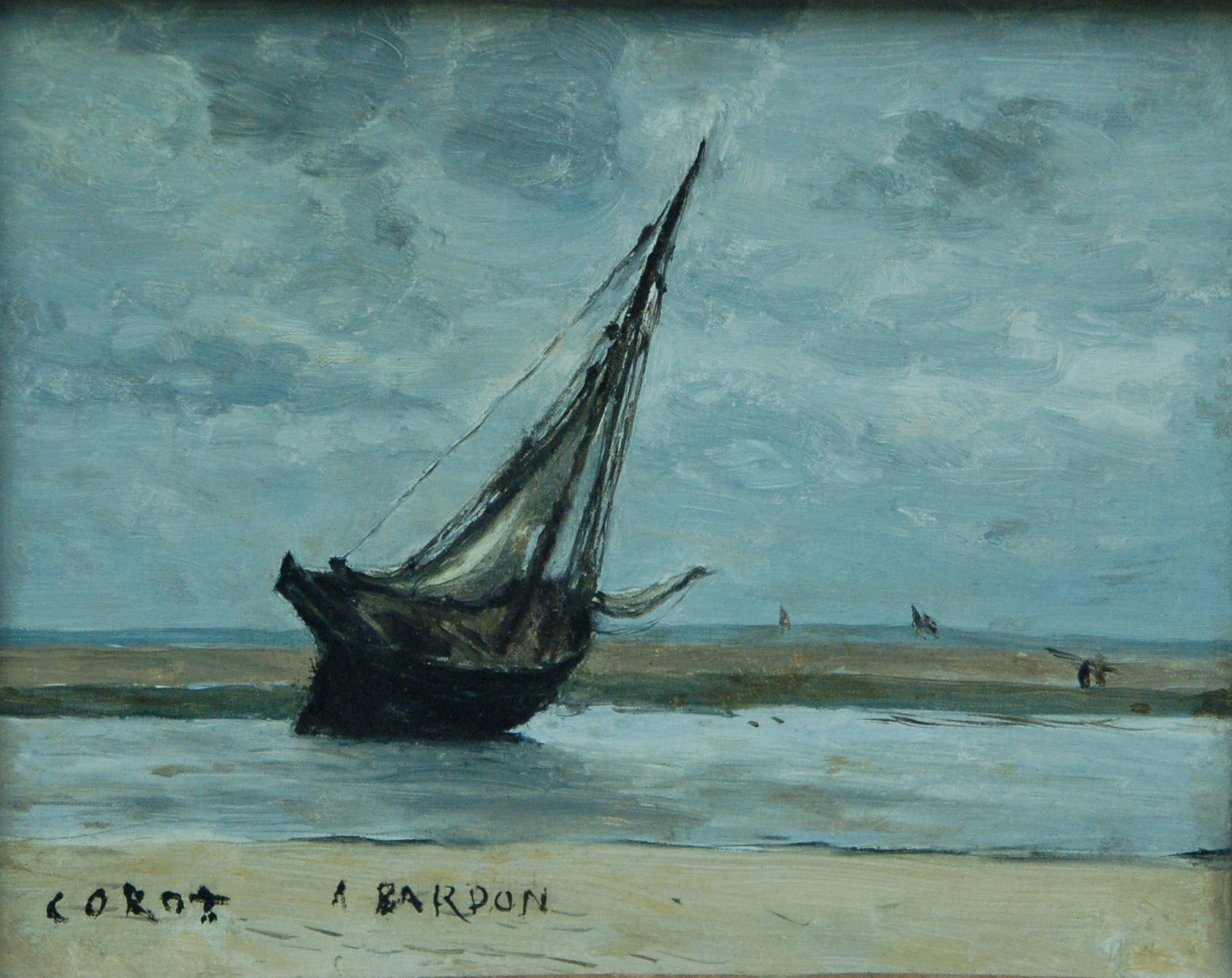
Vissersboot bij eb (Corot, ca. 1830-40)
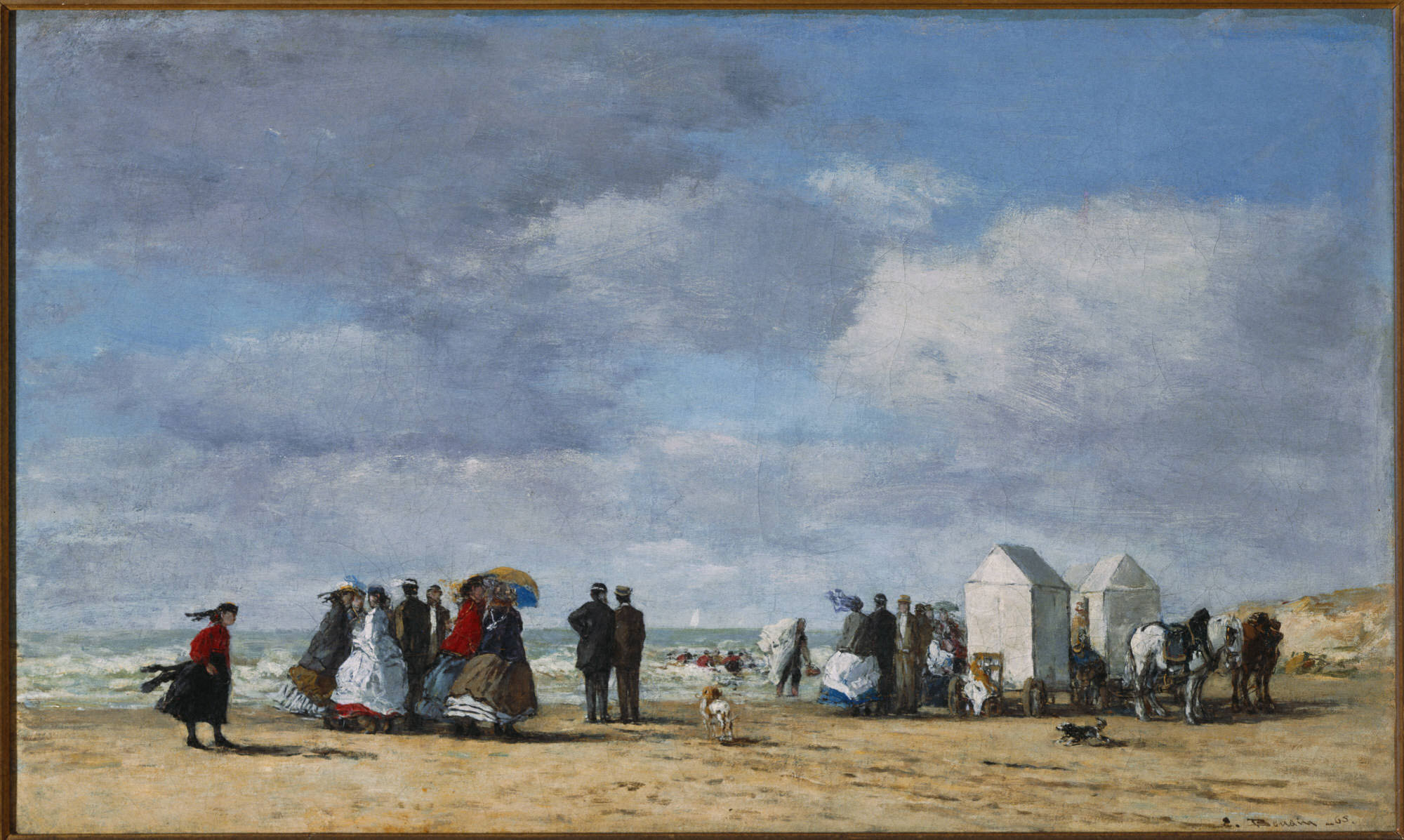
La plâge à Trouville (Eugène Boudin, 1865)
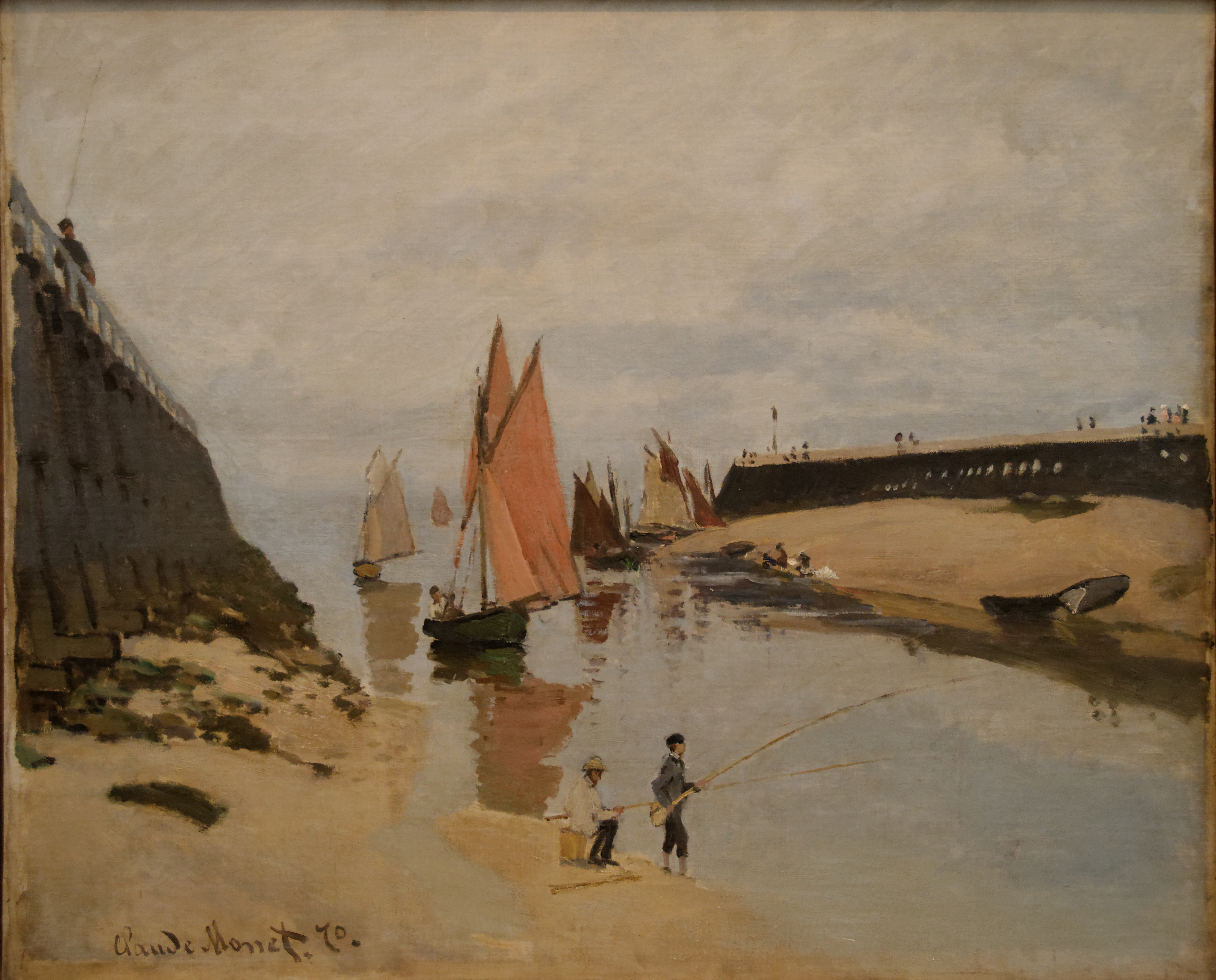
Le port de Trouville (Monet, 1870)
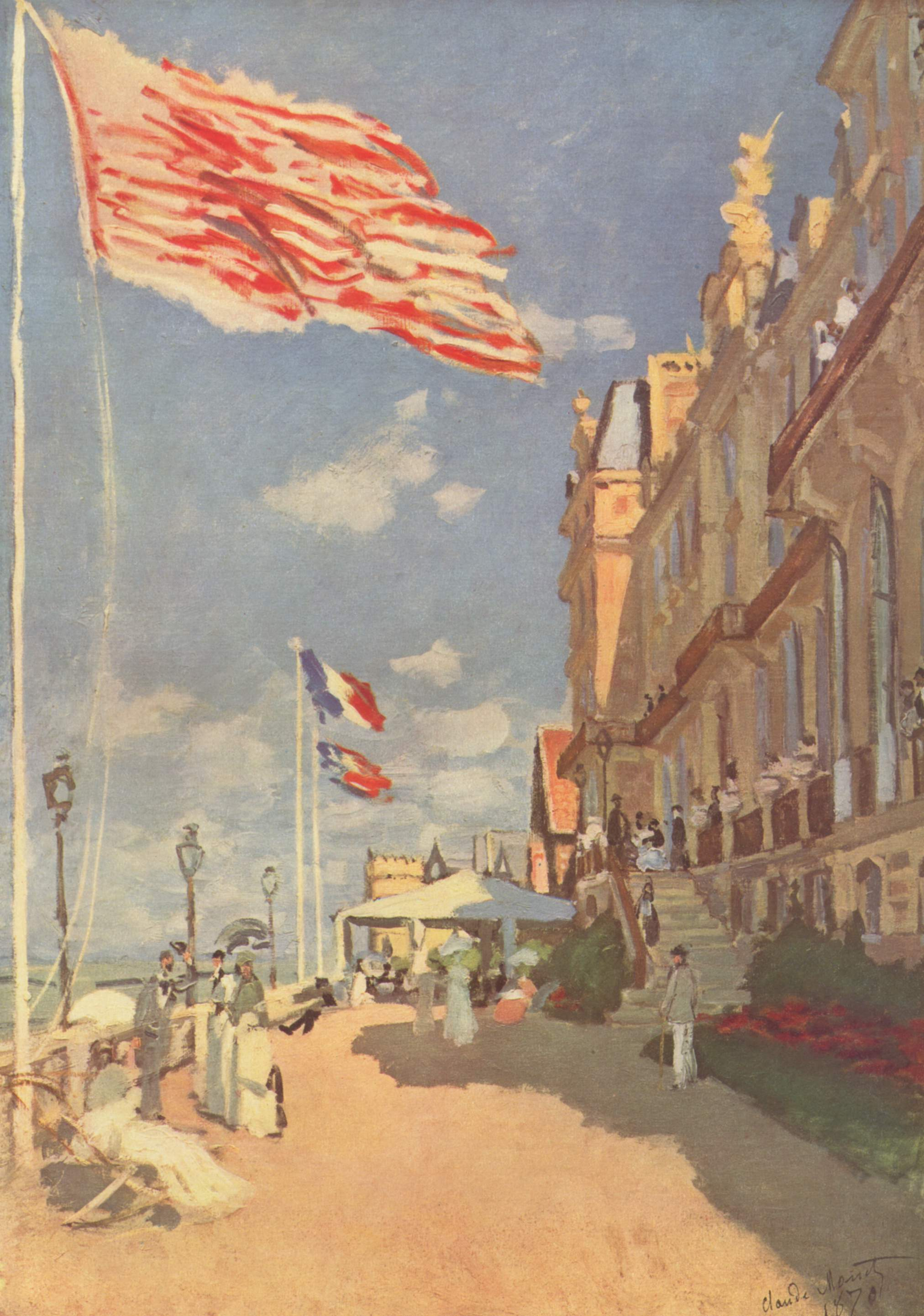
Hôtel des Roches Noires (Monet, 1870)

Speciaal ten behoeve van toeristen uit het Verenigd Koninkrijk werd toen een inmiddels weer verdwenen pier aangelegd waar schepen uit Le Havre konden aanleggen (1892-1943). De visserij bleef daarnaast een belangrijke bron van bestaan. De overdekte vismarkt (1936) van Trouville-sur-Mer was van groot belang voor de regio, tot het gebouw op 24 september 2006 na kortsluiting volledig uitbrandde. Vijftig personen raakten werkloos. Voor hen werd in oktober een benefiet-veiling opgezet door de televisiepersoonlijkheid Antoine de Caunes.
Trouville-sur-Mer werd op 24 augustus 1944 bevrijd door 2500 Belgische en Luxemburgse soldaten van de Belgische 1e Infanteriebrigade (ook wel Brigade Piron).

## Geografie
De oppervlakte van Trouville-sur-Mer bedroeg op 1 januari 2022 6,79 vierkante kilometer; de bevolkingsdichtheid was toen 681 inwoners per km².
De onderstaande kaart toont de ligging van Trouville-sur-Mer met de belangrijkste infrastructuur en aangrenzende gemeenten.

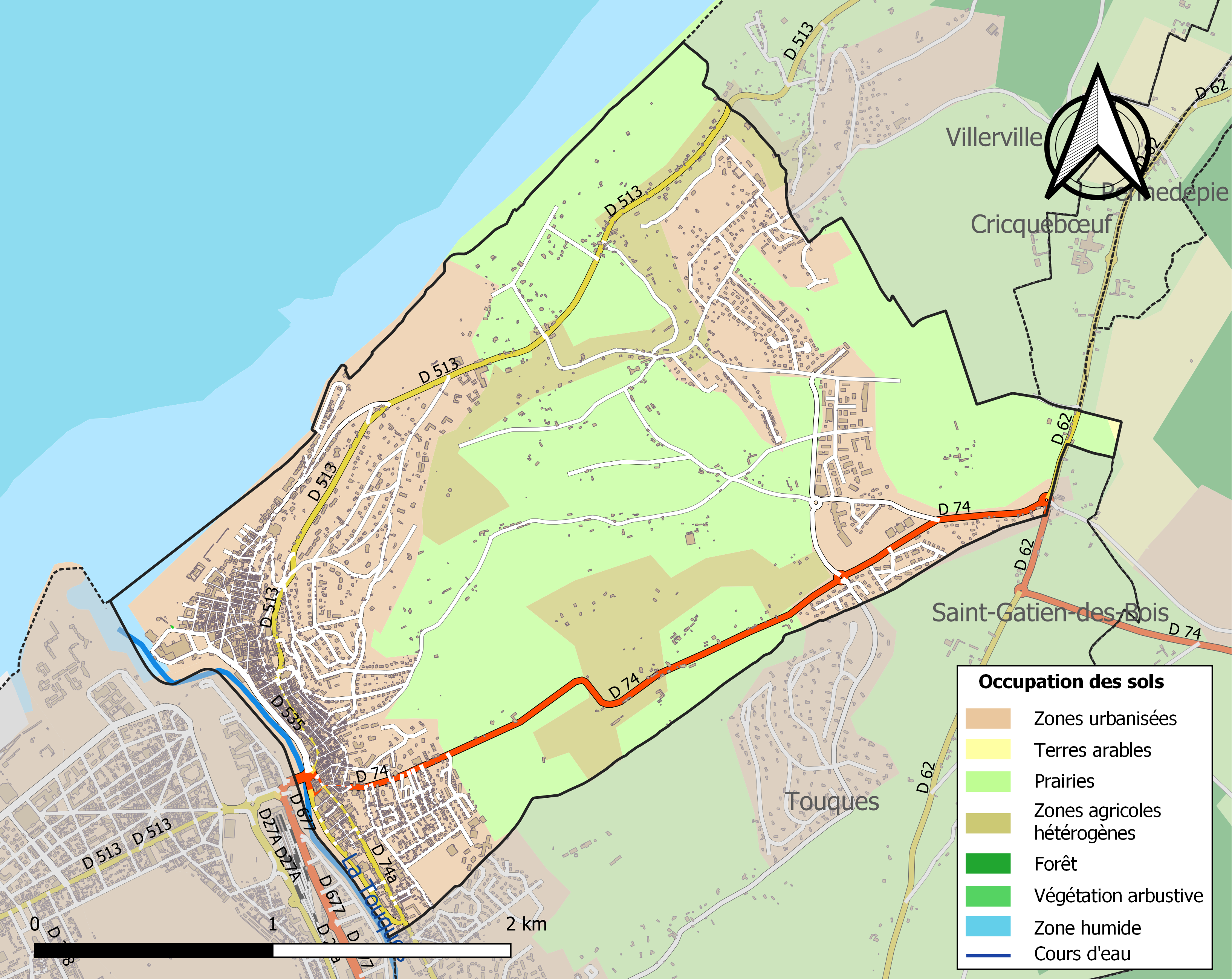

## Demografie
Onderstaande figuur toont het verloop van het inwonertal (bron: INSEE-tellingen).
Vanwege een beveiligingsprobleem met de MediaWiki Graph-software is het momenteel niet mogelijk deze grafiek weer te geven. Zodra de software is bijgewerkt zal de grafiek vanzelf weer zichtbaar worden.

### De buurten van Trouville
- Het strand van Trouville-sur-Mer met de villa's uit de 19de eeuw
- De wijk Bonsecours aan dit strand en op de klippen.
- De badenstraat en de Parijsstraat : deze straten zijn erg winkelrijk en leiden tot het strand.  Ze zijn het commerciële hart van Trouville
- De dokken (Boulevard Fernand Moureaux), met de vishal van Trouville-sur-Mer, zijn vissershaven en talrijke restaurants
- O.L.Vrouw der Overwinningen, de Willem de Veroveraarstraat, op de klippen, het park van Hautpoul en Beauregeard : centrale en nog meer woonwijken
- L'Aguesseau, de wijk van het ziekenhuis, het kerkhof en de kerk Saint-Jean aan de grens van Trouville en de Touques
- De Kennedykade en de oude Touquesweg. De oude Quernetwijk en de gasfabriek.
- Hennequeville, genaamd naar de vroegere stad en geabsorbeerd door Trouville in 1847
- Hennequeville, du nom de l'ancienne commune du même nom absorbée par Trouville en 1847, beslaat het Oostelijke deel van de stad dat meer landelijk en wild is.
- La Corniche, op de klippen tussen Hennequeville en Trouville

## Sport
Trouville-sur-Mer is één keer etappeplaats geweest in wielerkoers Ronde van Frankrijk. In 1948 won er de Italiaan Gino Bartali.

## Stedenbanden
- Barnstaple
- Vrchlabí